# Quinto Fabio Massimo Gurgite (console 265 a.C.)
Quinto Fabio Massimo Gurgite (in latino Quintus Fabius Maximus Gurges) (306 a.C. circa – Volsinii, 265 a.C.) è stato un politico e militare romano.

## Biografia
Figlio dell'omonimo due volte console e padre del famoso soprannominato Cunctator ovverosia "Temporeggiatore", venne eletto alla carica con Lucio Mamilio Vitulo come collega nel 265 a.C., l'anno precedente allo scoppio della prima guerra punica.

### Consolato
Restò ucciso nel mentre che era impegnato ad assediare Volsinii, in Etruria, città il cui ceto popolare era anti-romano e che rischiava di sostituire la classe dirigente favorevole a Roma. 